# Anna Marabini
Anna Maria Marabini (Imola, 1930 – aprile 2023) è stata una chimica e ricercatrice italiana.
Considerata una tra gli esperti più noti a livello internazionale nel campo della flottazione dei minerali. Dopo essersi laureata in Chimica all'Università di Bologna nel 1953, ha svolto attività di ricerca scientifica per 60 anni. È autrice di oltre 190 pubblicazioni, 20 brevetti esteri, 120 tra Invited Lectures e comunicazioni a Congressi Internazionali.
Nel 1992 Anna Marabini fu eletta membro della National Academy of Engineering per le sue ricerche pionieristiche.

## Biografia
Dopo essersi laureata, per tre anni ha svolto ricerca presso la Società Bombrini Parodi Delfino, l'attuale SNIA. Dal 1957 al 1997 ha svolto attività di ricerca presso l'Istituto Trattamento Minerali (ITM) del Consiglio Nazionale delle Ricerche italiano (CNR), dove si è specializzata nella flottazione e nella flocculazione selettiva dei minerali. Dal 1969 al 1975, contemporaneamente all'attività di ricerca, ha svolto attività didattica presso l'Università La Sapienza di Roma, divenendo libera docente in analisi strumentale dei minerali. Nel 1977 ha acquisito il titolo di Dirigente di ricerca e dal 1982 fino al 1997 è stata Direttore dell'ITM – CNR.
I suoi studi hanno suscitato l'interesse della comunità scientifica internazionale stimolando la collaborazione dell'ITM – CNR, sia con importanti gruppi europei che d'oltreoceano, come il CNRS francese, l'Imperial College, la Columbia University e la Berkeley University. Anna Marabini è stata responsabile di numerosi progetti di ricerca internazionali di cui oltre 30 progetti pluriennali, membro di commissioni e comitati internazionali tra cui, "l'International Organizing Committee of World Mining Congress" e chairman di congressi in Europa, Africa, Asia, America.
Per le sue "ricerche pionieristiche nella chimica della flottazione e della flocculazione selettiva e nello sviluppo di nuovi reagenti chelanti per i minerali", ha ricevuto nel 1992 la prestigiosa nomina a membro straniero (Foreign Associate) della National Academy of Engineering statunitense. Nel 1995 ha ricevuto il premio John Philips Medal dalla Mineral Industry Research Organization Archiviato il 26 settembre 2016 in Internet Archive. (MIRO) di Londra, per lo sviluppo di tecnologie innovative nella rimozione del ferro da minerali industriali. Nel 2001 ha ricevuto il premio Billiton Medal dall'Istitution of Mining and Metallury di Londra per la migliore pubblicazione dell'anno.
Nel 1997, dopo aver lasciato la direzione dell'ITM per raggiunti limiti di età, Anna Marabini ha continuato a collaborare con il CNR dedicandosi in particolare al settore ambiente e dell'amianto. Nel 1999, è stata nominata Presidente della "Commissione di studio per il coordinamento delle iniziative del CNR nel campo dell'amianto e della sua dismissione e sostituzione". Tra le iniziative più significative vi sono l'elaborazione di un piano di fattibilità per un progetto strategico sul tema, "amianto dismissione e sostituzione", lo sviluppo di un piano di interventi per conto della Rete Ferroviaria Italiana, l'organizzazione di convegni, la collaborazione con le regioni e i ministeri nella stesura di nuove normative e nella predisposizione dei piani di bonifica.

## La ricerca
Le ricerche condotte da Anna Marabini vertono sia sulla chimica che la chimico-fisica della flottazione e della flocculazione selettiva dei minerali, in particolare nello sviluppo di nuovi reagenti chelanti per il recupero di minerali difficili e/o complessi. La sua linea di ricerca è considerata particolarmente innovativa poiché si discosta dall'approccio tradizionale di tipo prevalentemente ingegneristico ed è rivolta allo studio ed all'interpretazione dei fenomeni chimico-fisici di interazione superficiale alla base dei processi di flottazione e flocculazione.
L'insieme di questi studi l'ha condotta ad individuare un nuovo tipo di reattivi di flottazione e di flocculazione altamente selettivi ad azione specifica sul catione. Tali reagenti contengono gruppi capaci di formare legami di chelazione con determinati cationi differenziandosi dai reattivi tradizionali per la loro attività su singoli minerali metallici anziché su intere classi mineralogiche. L'impiego di tali reattivi ha dato ottimi risultati su minerali di diversa natura, anche nella sperimentazione su scala industriale.
Dal 1997 l'attività svolta da Anna Marabini nel settore dell'ambiente si è incentrata in particolare sul problema dell'amianto e sulla sua dismissione. Tra le ricerche più significative, svolte in collaborazione con ricercatori del CNR, vi sono l'elaborazione di un processo che porta alla totale trasformazione cristallo, chimica dell'amianto e alla sua trasformazione in materiali ceramici per uso edilizio, nonché lo sviluppo di un nuovo metodo per la valutazione della pericolosità dei rifiuti di amianto, adottato dalla legislazione italiana.

## Pubblicazioni
- A. Marabini et al. New synthetic collectors for selective flotation of zinc and lead oxidized minerals. Proceedings of the International Mineral Processing Congress, Stokholm, 5-10, 1988, Elsevier Ltd.[5]
- A. Marabini, et al. Thermodynamic selection of reagents capable of improving selectivity in sulphide flotation with xanthate.Trans. Instn. Min. Metall.(Sect. C: Mineral Process. Extr. Metall.)110, 2001, C79-88.[6]
- A. Marabini et al. Chelating reagents for flotation. ScienceDirect. Minerals Engineerings 20' (2007) 1014 – 1025
- A. Marabini et al. Application of a new synthetic reagent for the treatment of complex sulphides: Results obtained at the Sotiel Plant (Spain). Proccedings of the XIX International Mineral Processing Congress, Vol.3, SME, Littleton, Colorado, USA 1995.[7]